# Каталіна (комуна)
Каталіна (рум. Catalina) — комуна у повіті Ковасна в Румунії. До складу комуни входять такі села (дані про населення за 2002 рік):
- Імень (306 осіб)
- Каталіна (1465 осіб) — адміністративний центр комуни
- Меркуша (653 особи)
- Мертінень (659 осіб)
- Хетуйка (458 осіб)

Комуна розташована на відстані 170 км на північ від Бухареста, 31 км на схід від Сфинту-Георге, 54 км на північний схід від Брашова.

## Населення
За даними перепису населення 2002 року у комуні проживала 3541 особа.
Національний склад населення комуни:
| Національність | Кількість осіб | Відсоток |
| -------------- | -------------- | -------- |
| угорці         | 3500           | 98,8%    |
| румуни         | 38             | 1,1%     |
| німці          | 2              | 0,1%     |
| цигани         | 1              | < 0,1%   |

Рідною мовою назвали:
| Мова      | Кількість осіб | Відсоток |
| --------- | -------------- | -------- |
| угорська  | 3504           | 99,0%    |
| румунська | 37             | 1,0%     |

Склад населення комуни за віросповіданням:
| Релігія                                       | Кількість осіб | Відсоток |
| --------------------------------------------- | -------------- | -------- |
| римо-католики                                 | 2529           | 71,4%    |
| реформати                                     | 930            | 26,3%    |
| православні                                   | 36             | 1,0%     |
| не релігійні                                  | 17             | 0,5%     |
| баптисти                                      | 11             | 0,3%     |
| адвентисти                                    | 5              | 0,1%     |
| лютерани (Синодально-пресвітеріанська церква) | 5              | 0,1%     |
| унітарії                                      | 3              | 0,1%     |
| греко-католики                                | 1              | < 0,1%   |
| лютерани                                      | 1              | < 0,1%   |